# 13259 Бгат
13259 Бгат (13259 Bhat) — астероїд головного поясу, відкритий 17 серпня 1998 року.
Тіссеранів параметр щодо Юпітера — 3,539.